# キリンものしりシリーズ
『キリンものしりシリーズ』は1962年から1984年にかけて毎日放送（第1作のみTBS）製作で全5928回・22年6ヶ月間の長期間にわたって放送されたアニメーションのミニ番組である。

## 概要
麒麟麦酒（初代法人。現：キリンホールディングス）の一社提供。放送時間が夕方で子供・ファミリー向けであるため、スポンサードクレジットはキリンビールではなくキリンレモン・キリンオレンジ等、CMは現在のキリンビバレッジで発売されているソフトドリンク（清涼飲料）ブランドで放送した。
「おとぎマンガカレンダー」と「ものしり大学 明日のカレンダー」までは横山隆一主宰のおとぎプロが、「キリンものしり大学 マンガ人物史」からはオフィス・ユニがアニメーション制作を担当した。

### 放送内容
オープニング（フィルム映像）は冷蔵庫に詰め込まれたキリンレモンのビンを写し、そのラベル内のロゴを挟み込む形で上に「提供」、下に「キリンビール株式会社」のクレジット。エンディングはキリンレモンをグラスに注ぎ、炭酸の泡がたつ音をBGMにして「提供 キリンレモン キリンビール株式会社」のクレジットを出していた。
提供アナウンスメントは女性声優が担当。「キリンレモンの提供でお送りします（しました）」とアナウンスした。

### 放送地域ごとの違い
中京広域圏・福岡県では本番組がNET（現:テレビ朝日）系列の番組だった時代（〜1975年3月30日）も、NET系列局の名古屋テレビ・中京テレビ（1973年4月より名古屋テレビに一本化）・九州朝日放送ではなく、TBS系列局の中部日本放送（現:CBCテレビ）・RKB毎日放送で放送されていた。したがって、これらの地域ではネットチェンジ前後共に同一局での放送となっていたうえ、ネットチェンジ前はキリンビール提供ではなく番組販売扱いで提供なしまたはローカルスポンサーをつけての放送だった。なお、RKBではネットチェンジ後にキリンビール提供に移行している。
広島県には当時キリンビール広島工場（現:キリンビアパーク広島（イオンモール広島府中）があったが、広島ホームテレビ（UHT→HOME。腸捻転時代）や中国放送（RCC。腸捻転時代・UHT開局後の系列外放送または腸捻転解消後の系列局としての放送）へのネットは行われなかった。だが後年に広島テレビ（HTV・日本テレビ系列）やテレビ新広島（TSSフジテレビ系列）にて放送番組センターの配給により放送されている。
香川県では腸捻転解消前後を通じて西日本放送（日本テレビ系列）で放送された。
東北放送では「キリンものしり大学 マンガ人物史」を放送した。
新潟では新潟放送が「キリンのものしり館」を本放送時に放送した。その後81年に開局したテレビ新潟が放送番組センターの配給により80年代を通じて長期にわたり夕方に放送した。

## 作品リスト
各シリーズとも教養の強い内容で、放送日（あるいはその翌日）における過去の出来事、世界的に著名な偉人の歴史を取り上げた番組が放送された。
1. 「おとぎマンガカレンダー」（1962年6月25日 - 1964年6月25日・全312回）
2. 「ものしり大学 明日のカレンダー」（1966年7月1日 - 1970年8月2日・全1274回）
この作品から毎日放送で放送。番組は2部構成で、前半は「おとぎマンガカレンダー」を継承した「まんがカレンダー」、後半は身の回りの事物を簡単に紹介する「ものしり教室」という構成。初めて進行役が登場、「博士」「レモン君」「ジュース君」が担当する。
3. 「キリンものしり大学 マンガ人物史」（1970年8月3日 - 1971年9月30日・全366回）
この作品からカラー化。古今東西の偉人の歴史を、「マジメ博士」と「オモシロ博士」の、2人の博士が言い合いながら解説する。
4. 「世界ものしり旅行」（1971年10月1日 - 1974年12月31日・全1006回）
世界の様々な風物などを、「ものしり博士」という博士と鳥（オウム）が気球に乗って解説する。
5. 「キリンのものしり館(やかた)」（1975年1月1日 - 1979年12月31日・全1565回）
キャッシーが猫の弁士、それを突っ込むねずみの声を小宮和枝が担当。後年、放送番組センター配給でローカル局に配信された（キリン協賛はなし）。
6. 「キリンあしたのカレンダー」（1980年1月1日 - 1984年12月31日・全1498回）
初期はものしり館の流れをそのまま系譜したが、1982年3月22日放送よりニュース番組風の内容にリニューアルされ、横沢啓子（現：よこざわけい子）と水島裕がナレーターを担当、劇中では猫とネズミに代わって、気弱な青年と元気な美人OLが登場した。JNNニュースコープの延長による処置として夕方での放送が打ち切られキリン協賛の外された後も、21時台のミニ番組（水島のナレーションのみ）に移行して数年間放送された。

## 声の出演
不明
「おとぎまんがカレンダー」〜「ものしり大学・あしたのカレンダー」
久松保夫
「マンガ人物史」マジメ博士役「世界ものしり旅行」ものしり博士役
近石真介
「マンガ人物史」オモシロ博士役
栗葉子
「世界ものしり旅行」鳥役
キャッシー
「キリンのものしり館」「キリンあしたのカレンダー」猫役
三遊亭小遊三
「キリンあしたのカレンダー」猫役（2代目）
小宮和枝
「キリンのものしり館」「キリンあしたのカレンダー」ねずみ役
水島裕
「キリンあしたのカレンダー」キャスター&青年役
横沢啓子
「キリンあしたのカレンダー」アシスタント&OL役

## 関連番組
- お天気ママさん（同じキリンビール協賛で、TBS（1975年4月よりMBSのネットキー局）にて放送された）
- あした発見